# Остан (син Дарія II)
Остан або Артост (*Uštāna, IV ст. до н. е.) — перський царевич, державний діяч Стародавньої Персії. Ім'я перекладається як «Той, що має вищий рівень».

## Життєпис
Походив з династії Ахеменідів. Син Дарія II Нота, царя царів, та Парісатиди I. Про нього відомо замало, але знано, що Остан був доволі заможним аристократом. Належність до правлячої династії забезпечила його маєтностями. Можливо, як й інші Ахеменіди, обіймав посаду сатрапа, проте достеменних відомостей немає. Є також версія, що той перебував у маєтках, втім проти цього свідчать принципи перських аристократів, що повинні були бути військовиками або сатрапами.
З його дітей відомий Арсам. Ймовірно також мав доньку, що була дружиною царя Артаксеркса III. Останній напевне у 358 році до н. е. разом з іншими родичами наказав стратити Остана.